# Vrstični tunelski mikroskop
Vrstični tunelski mikroskop je naprava za proučevanje površin materialov z atomsko ločljivostjo. Dosegajo ločljivost 0,1 nm v ravnini površine in 0.01 nm v višino. Vzorci morajo biti iz prevodnega oziroma polprevodnega materiala, za razliko od drugih podobno natančnih naprav pa lahko vrstični tunelski mikroskopi delujejo v širokem razponu okoljskih dejavnikov (odvisno od izvedbe). Tunelski mikroskop omogoča tudi manupilacijo atomov in molekul na površini.
Glavna komponenta tunelskega mikroskopa je t. i. glava, v kateri so piezoelektrične cevke, ki služijo za natančno premikanje bralne konice. Konica je najpogosteje narejena iz volframa, zlitine platine in iridija ali zlata. Med postopkom slikanja se konica približa vzorcu na razdaljo nekaj Å in med njima se vzpostavi napetost (od mV pa do nekaj V). Na tako majhni razdalji med njima pride do tunelskega pojava, zaradi česar med konico in vzorcem steče električni tok. Tok eksponentno pada z razdaljo med konico in vzorcem: ~ e-d, kjer je d medsebojna razdalja, zato že majhna sprememba razdalje (nekaj pm) pomeni merljivo spremembo toka. Tunelski tok je odvisen od lastnosti površine, zato omogoča natančno opazovanje struktur in molekul. Vrstični tunelski mikroskop skenira površino po vrsticah in tako prikaže natančno sliko določenega območja.
Napravo sta iznašla nemška fizika Gerd Binnig in Heinrich Rohrer, za kar sta leta 1986 prejela polovico Nobelove nagrade za fiziko. Visokoločljivostni nizkotemperaturni vrstični tunelski mikroskop, s katerim je mogoče manipulirati atome po površini, je tudi v Sloveniji, in sicer na Institutu »Jožef Stefan«.

## Teorija
Ko med vzorcem in konico vzpostavimo napetost V, bo začel med njima teči tunelski tok. Po Fermijevem zlatem pravilu je tok s konice na vzorec:
{\displaystyle I_{konica\rightarrow vzorec}={\frac {4\pi e}{\hbar }}|M_{i,f}|^{2}\rho _{konica}(\epsilon )(1-f(\epsilon ))\rho _{vzorec}(\epsilon -eV)f(\epsilon -eV),}
kjer je {\displaystyle |M_{i,f}|} matrični element za prehod med začetnim in kkončnim stanjem, {\displaystyle \rho (\epsilon )} energijska gostota elektronskih stanj, {\displaystyle f(\epsilon )} pa Fermijeva funkcija. Skupni tok je razlika med tokom s konice na vzorec in tokom z vzorca na konico. Končni izraz zanj je:
{\displaystyle I={\frac {4\pi e}{\hbar }}\int _{0}^{eV}|M_{i,f}|^{2}\rho _{konica}(\epsilon -eV)\rho _{vzorec}(\epsilon )d\epsilon }.
Na tunelski tok vplivajo 3 spremenljivke: matrični element, gostota stanj vzorca in gostota stanj konice. Matrični element je mogoče določitimatematično z ustreznimi približki. Za krogelno simetrično konico je znan izračun Tersoffa in Hammana
{\displaystyle |M|^{2}\approx e^{-2a}{\sqrt {\frac {2m\Phi }{\hbar ^{2}}}}},
kjer je {\displaystyle \Phi } povprečno izstopno delo, m masa elektrona, a pa razdalja med konico in vzorcem. Eksponentna odvisnost matričnega elementa je odgovorna za izjemno ločljivost tunelskega mikroskopa: že majhna sprememba razdalje bo povzročila relativno veliko spremembo toka. Za nizke napetosti je matrični element konstanta, za višje napetosti ({\displaystyle \gtrsim } 1 eV) pa postane odvisen od napetosti.
S primerno izbiro materiala konice lahko zagotovimo, da je gostota stanj konice na širokem intervalu napetosti praktično konstantna, kar znatno olajša interpretacijo meritev. Iz tega razloga se konico pogosto obloži s tanko plastjo zlata, ki ima konstantno energijsko gostoto stanj blizu Fermijeve energije.

### Načini delovanja

#### Način konstantne višine
To je najpreprostejši način uporabe mikroskopa. Računalnik skrbi, da se bralna konica premika po vnaprej določeni ravnini. Če se elektronska gostota na površini spreminja, bodisi zaradi intrinzičnih lastnosti snovi bodisi zaradi adsorbiranih molekul ali atomov, se bo tunelski tok ustrezno povečal ali zmanjšal. Ta način delovanja se najpogosteje uporablja za proučevanje elektronskih lastnosti molekul, saj nudi največjo občutljivost, ni pa primeren za uporabo na zelo neravnih površinah.

#### Način konstantnega toka
Ta način je posebej primeren za določanje topografije površine. Ko se konica premika po površini, povratna zanka skrbi, da je tunelski tok vseskozi konstanten. Ker površina običajno ni popolnoma ravna, so zato potrebni majhni premiki konice v vertikalni smeri. Relativna višina konice nad površino tako sledi topografiji, in omogoča slikanje neravnih površin. Slaba stran tega načina je, da ni mogoče razločevati med topografskimi in elektronskimi značilnostmi površine. 

#### Spektroskopski način
Ta način se zelo pogosto uporablja fiziki trdne snovi, saj omogoča vpogled v elektronsko strukturo snovi na atomski ravni. V tem načinu konica sledi vmaprej določeni mreži točk. Na vsaki točki se zaustavi in stabilizira s pomočjo povratne zanke. Nato računalnik izklopi povrattno zanko in postopoma spreminja napetost med konico in vzorcem. Tako pridobimo krivuljo {\displaystyle I(V)}, katere odvod je sorazmeren z elektronsko gostoto stanj vzorca:
{\displaystyle {\frac {dI}{dV}}(V)\propto \rho _{vzorec}(eV)}.
Tunelska spektroskopija se je izkazala za nepogrešljivo metodo za proučevanje superprevodnikov, Kondovega pojava in ostalih močno koreliranih materialov.